# چاندوس بلر
چاندوس بلر (انگلیسی: Chandos Blair؛ ۲۵ فوریه ۱۹۱۹ – ۲۲ ژانویه ۲۰۱۱) فرد نظامی اهل بریتانیا بود. وی همچنین برندهٔ جوایزی همچون صلیب نظامی شده‌است.